# 251 Zofija
251 Zofija (mednarodno ime 251 Sophia) je asteroid v glavnem asteroidnem pasu. 

## Odkritje
Asteroid je odkril avstrijski astronom Johann Palisa 4. oktobra 1885 na Dunaju . Poimenovan je po ženi astronoma Huga von Seeligerja.

## Lastnosti
Asteroid Zofija obkroži Sonce v 5,44 letih. Njegova tirnica ima izsrednost 0,106 nagnjena pa je za 10,527° proti ekliptiki. Njegov premer je 28,42 km , okoli svoje osi se zavrti v 20,216 h.